# Nippon Animation

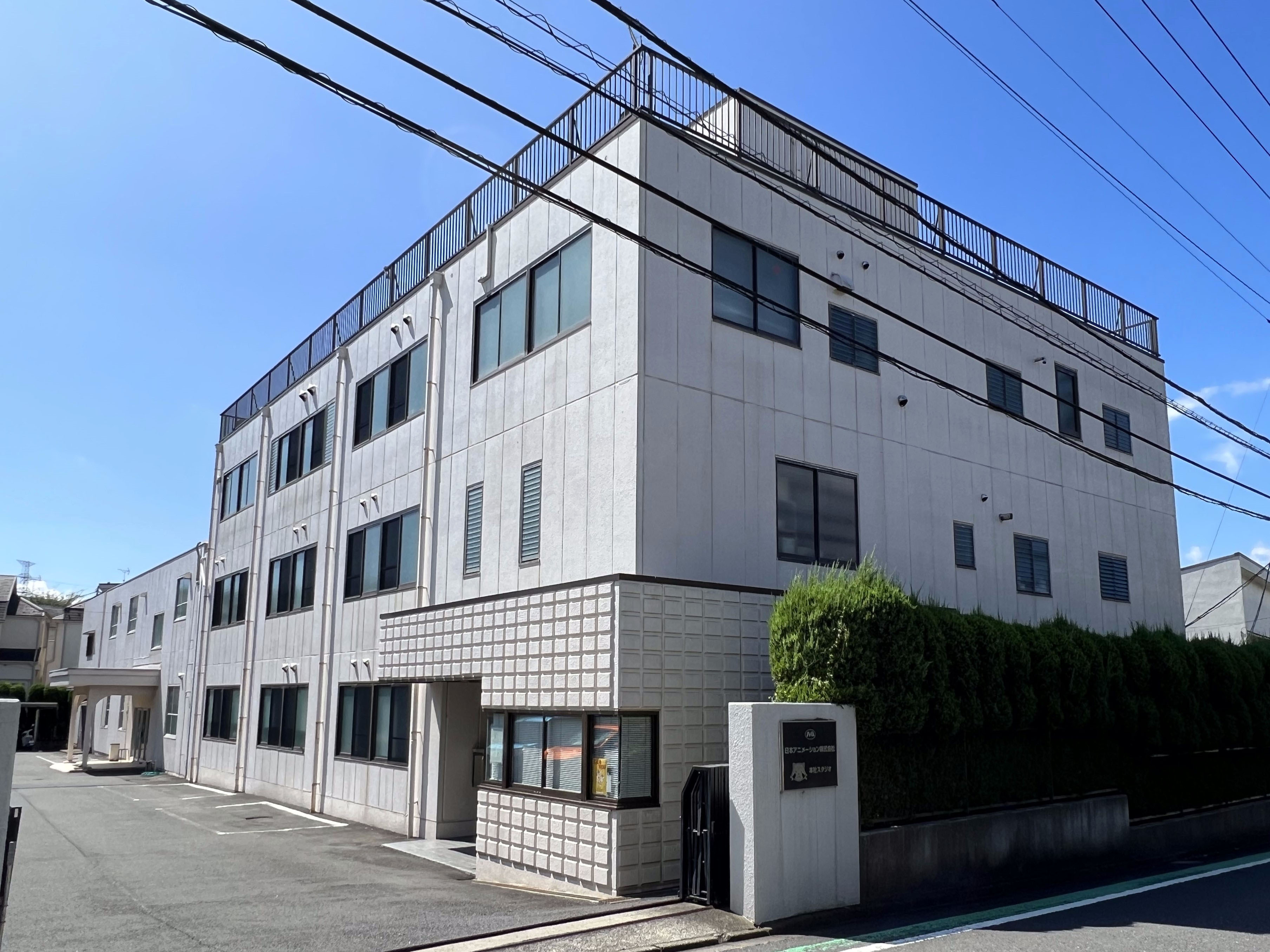
Hauptsitz von Nippon Animation in Tama, Tokio (2023)

Nippon Animation K.K. (japanisch 日本アニメーション株式会社, Nippon Animēshon kabushiki-gaisha) ist ein japanisches Zeichentrickfilmstudio mit Sitz in Tama, dessen Animeserien auch außerhalb Japans bekannt wurden.

## Geschichte

### VorläuferZuiyo Enterprises
Das heutige Nippon Animation entstand aus dem Trickstudio Zuiyo Enterprises (瑞鷹エンタープライズ), das in den 1970er-Jahren verschiedene Trickserien produzierte. Eine dieser Serien war die erste von Isao Takahata und Hayao Miyazaki gemeinsam geschaffene Anime-Serie Heidi nach einem Roman der Schweizer Schriftstellerin Johanna Spyri, die Anfang Januar 1974 ins japanische und 1977 ins deutsche Fernsehen kam. Die Serie war zunächst in Japan und später auch in Europa sehr beliebt und wurde Mitte der 1980er-Jahre in den USA sogar auf VHS veröffentlicht. Zuiyo Enterprise befand sich jedoch aufgrund hoher Produktionskosten, für Heidi wurde ein größerer Aufwand betrieben als für Fernsehproduktionen üblich, bald darauf in finanziellen Schwierigkeiten. 1975 wurde Zuiyo Enterprise aufgeteilt in Zuiyō, das die Rechte an den Serien sowie die Schulden behielt, und Nippon Animation, das als neues Studio fungierte.

### Neubeginn alsNippon Animation
Offiziell wurde die Nippon Animation K.K. im Juni 1975 vom Firmenchef Koichi Motohashi gegründet. Noch zu Zeiten von Zuiyo Enterprise versuchte das Studio auch die erste internationale Anime-Kooperation, die jedoch nur von kurzfristigem Erfolg gekrönt war. Unter der Regie von Hiroshi Saitō und auf Initiative des damaligen Leiters des ZDF-Kinderprogramms, Josef Göhlen, entstanden unter Beteiligung des deutschen ZDF, des österreichischen ORF und der Kirch-Gruppe von 1972 bis 1979 drei Serien, die auf Kinderbuchklassiker zurückgingen: Wickie und die starken Männer (Buchvorlage: Wickie und die starken Männer von Runer Jonsson), Die Biene Maja (Buchvorlage: Die Biene Maja und ihre Abenteuer von Waldemar Bonsels) und Pinocchio (Buchvorlage: Pinocchio von Carlo Collodi). In den Jahren 1983 bis 1985 folgte mit Alice im Wunderland (Buchvorlage: Alice im Wunderland von Lewis Carroll, Regie: Taku Sugiyama) noch eine weitere Koproduktion, bevor diese Form der direkten Zusammenarbeit wieder aufgegeben wurde.
Der Erfolg von Heidi veranlasste das 1975 in Nippon Animation umbenannte Studio zur Gründung des Projektes World Masterpiece Theater (kurz WMT), das durch ein Sponsoring des Soft-Drink-Herstellers Calpis finanziell abgesichert wurde. Ab 1975 wurde unter diesem Namen jedes Jahr eine Fernsehserie auf der Grundlage eines internationalen literarischen Werkes produziert, so etwa als erstes Niklaas, ein Junge aus Flandern nach einem Roman der Engländerin Marie Louisa de la Ramée, Marco nach einem Buch des Italieners Edmondo De Amicis oder Anne mit den roten Haaren nach einem Roman der Kanadierin Lucy Maud Montgomery. Hayao Miyazaki verließ Nippon Animation 1979 während der Produktion von Anne mit den roten Haaren, das Studio war jedoch auch ohne ihn nach wie vor erfolgreich. Bis 1997 entstanden jährlich neue Zeichentrickserien auf Basis von Kinder- und Jugendbüchern. Obwohl viele herausragende Animationskünstler an diesen Serien mitarbeiteten und deren internationale Popularität auch heute noch unvermindert anhält, musste Nippon Animation das WMT-Projekt 1997 aufgrund finanzieller Probleme und nachlassender Einschaltquoten einstellen. Anfang 2007 startete mit Les Misérables: Shōjo Cosette (レ・ミゼラブル 少女コゼット, Re Mizeraburu: Shōjo Kozetto) eine weitere Serie unter dem World-Masterpiece-Theater-Label.
Am 28. Dezember 2009 wurde ein YouTube-Channel eröffnet auf dem sukzessive die WMT-Serien veröffentlicht werden sollen.

## Produktionen
Auf Deutsch veröffentlichte Produktionen sind unter ihrem deutschen Titel aufgeführt.

### Filme
- 1979: Die Abenteuer von Manxmaus
- 1984: Chōjin Locke
- 1984: Mirai Shōnen Conan Tokubetsu-hen: Kyodaiki Gigant no Fukkatsu
- 1992: Chibi Maruko-chan: Watashi no Suki na Uta
- 1996: Dragon Quest Retsuden: Roto no Monshō
- 1996: Gekijōban Mahōjin Guru Guru
- 1996: Hamelin no Violin-Hiki
- 1997: Damals bei uns
- 2017: Genbanojō
- 2017: Mademoiselle Hanamura #1 – Aufbruch zu modernen Zeiten
- 2018: Mademoiselle Hanamura #2 – Eine Romanze in Tokyo

### Fernsehserien
- 1972: Wickie und die starken Männer
- 1974: Heidi
- 1975: Die Biene Maja
- 1975: Niklaas, ein Junge aus Flandern
- 1975: Sindbad
- 1975: Sōgen no Shōjo Laura
- 1976: Blocker Gundan IV Machine Blaster
- 1976: Dokaben
- 1976: Haikara-san ga Tooru
- 1976: Marco
- 1976: Pinocchio
- 1977: Ashita e Attack
- 1977: Chogattai Majutsu Robot Ginguiser
- 1977: Jackie und Jill – Die Bärenkinder vom Berg Tarak
- 1977: Rascal, der Waschbär
- 1978: Mirai Shōnen Conan
- 1978: Perrine
- 1979: Anne mit den roten Haaren
- 1979: Die Biene Maja
- 1979: Puschel, das Eichhorn
- 1980: Tom Sawyers Abenteuer
- 1981: Ai no Gakko Cuore Monogatari
- 1981: D’Artagnan und die 3 MuskeTiere
- 1981: Familie Robinson
- 1981: Fūsen no Doratarō
- 1982: Lucy in Australien
- 1983: Alice im Wunderland
- 1983: Die Kinder vom Berghof
- 1983: Sōkō Kihei Votoms
- 1984: Familie Nikolaus
- 1984: Fushigi na Koala Blinky
- 1984: Das Mädchen von der Farm
- 1985: Bumpety Boo – Der kleine gelbe Superflitzer
- 1985: Die kleine Prinzessin Sara
- 1986: Bosco Daibōken
- 1986: Die Sternenjäger
- 1986: Wunderbare Pollyanna
- 1987: Eine fröhliche Familie
- 1987: Grimms Märchen
- 1988: Topo Gigio, die Weltraummaus
- 1989: Das Dschungelbuch – Die Serie
- 1989: Peter Pan
- 1990: Chibi Maruko Chan
- 1990: Das Geheimnis von Daddy Langbein
- 1992: Buschbabies – Im Land der wilden Tiere
- 1993: Dragon League
- 1993: Heisei Inu Monogatari Bow
- 1993: Missis Jo und ihre fröhliche Familie
- 1994: Ein Fall für Super Pig
- 1994: Mahōjin Guru Guru
- 1995: Chibi Maruko Chan
- 1995: Die schwarzen Brüder
- 1997: Chūka Ichiban!
- 1997: Grander Musashi
- 1997: Sakura Momoko Gekijō Koji Koji
- 1998: Grander Musashi RV
- 1998: Hanasaka Tenshi Ten-Ten-kun
- 1999: Bikkuriman 2000
- 1999: Corrector Yui
- 1999: Hunter × Hunter
- 2000: Doki Doki Densetsu: Mahōjin Guru Guru
- 2001: Comet-san
- 2001: Dennō Bōkenki Webdiver
- 2001: Dr. Rin ni Kiitemite!
- 2001: Shinchōkyōryo: Condor Hero
- 2002: Hungry Heart – Wild Striker
- 2004: Fantastic Children
- 2006: Perfect Girl
- 2008: Hyakko
- 2008: Seiyō Kottō Yōgashiten – Antique
- 2009: Konnichi wa Ann – Before Green Gables

### Weitere Anime-Produktionen
- 1978: Daisetsusan no Yūsha Kibaō (Special)
- 1979: Anne no Nikki: Anne Frank Monogatari (Special)
- 1979: Ganbare! Bokura no Hit and Run (Special)
- 1987: Gakusei Jidai (Special)
- 1987: Hitomi no Naka no Shōnen: Jūgo Shōnen Hyōryūki (Special)
- 1989: Aoki Honō (OVA)
- 1989: Butchigiri (OVA)
- 1989: Chōjin Locke: Lord Leon (OVA)
- 1990: Honki! (OVA)
- 1991: Chōjin Locke: Shin Sekai Sentai (OVA)
- 2002: Hunter × Hunter (OVA)
- 2003: Hunter × Hunter: Greed Island (OVA)
- 2004: Hunter × Hunter: G. I. Final (OVA)
- 2009: Hyakko Extra (OVA)